# بنسون وود
بنسون وود (بالإنجليزية: Benson Wood)‏ هو محامي وسياسي أمريكي، ولد في 31 مارس 1839 في الولايات المتحدة، وتوفي في 27 أغسطس 1915 في إفينغم في الولايات المتحدة. حزبياً، نشط في الحزب الجمهوري. وقد انتخب عضو مجلس نواب إلينوي وانتخب عضو مجلس النواب الأمريكي.